# 上海松江沃爾瑪超市持刀襲擊事件
北京時間2024年9月30日約晚上21時47分，中華人民共和國上海市松江區松匯中路鹿都國際購物廣場沃爾瑪超市內，一名37歲男子林衛虎無差別持刀襲擊超市內顧客。此次襲擊造成3人死亡，15人受傷。

## 背景
此襲擊是中華人民共和國在2024年9月份第二宗持刀襲擊事件。同月18日，1名就讀深圳日本人學校的學童在學校附近遭到持刀襲擊身亡，引發外界對此類事件相繼發生的擔憂。

## 襲擊
2024年9月30日晚上約21時47分，疑犯林衛虎雙手各持一把刀，闖入位於上海市松江區松匯中路的鹿都國際購物廣場沃爾瑪超市內，對顧客進行無差別襲擊。當時林衛虎敞開襯衫在商場內遊走，現場的顧客在他的攻擊下四處逃散，場面一片混亂。有顧客用椅子砸向他，試圖打掉他的武器並阻止襲擊，甚至追趕他。目擊者表示，林衛虎似乎對自己的行動有清晰的計劃，「他很清楚自己在做什麼」，目擊者表示其行動迅速，一邊斥罵粗話一邊對人揮刀。
網上流傳的影片顯示，襲擊導致多名顧客受傷倒地，包括兒童。其中有傷者腹部受傷，血流不止。警方隨後趕到現場，成功制服林衛虎。目擊者指出，林衛虎在被逮捕時顯得相當冷靜，並形容他「像是掌控了一切」。事件最終造成3死15人傷，傷者包括一名2歲半的女童。

## 疑犯
《星島日報》引用網上流傳消息指，時年37歲的疑犯林衛虎在2010年離開廣西前往杭州工作。2012年，他與45歲的陳小龍相識，並一同在工地從事貨架安裝工作。然而，由於陳小龍拖欠約3至4萬人民幣的工資，至今仍未支付，林衛虎一直無法追回這筆錢。2024年8月23日，林衛虎從東莞來到陳小龍公司註冊地——上海市奉賢區並試圖追討欠款。但由於無法找到公司的具體地址，晚上他只能露宿街頭。到9月10日，林衛虎透過微信聯絡陳小龍討薪仍無果。後因生活結據最終被迫賣掉手機。
上海市公安局松江分局當日凌晨對外發佈的簡短通報指，由於林衛虎長期追討工資未果，生活陷入困境，最終萌生報復社會的想法。他在抖音平台購買兩把利刀，並選擇在國慶前夜的沃爾瑪超市實施襲擊。

## 後續
事發翌日，廣場如常營業，現場增派保安和警察駐守。BBC採訪多家廣場商戶，商戶們仍對事件心有餘悸。BBC報導提到，中國社交媒體對事件的相關討論進行嚴格限制，而民眾擺放在案發現場的鮮花也迅速被清理。此外當BBC他們在廣場內採訪商戶時，被沃爾瑪和廣場管理方干預阻撓。